# Erik Kržišnik
Erik Kržišnik, slovenski nogometaš in trener, * 8. marec 1974.
Kržišnik je nekdanji profesionalni nogometaš, ki je igral na položaju branilca. V svoji karieri je igral za slovenske klube Slovan, Olimpijo, HIT Gorico, Primorje, Domžale, Triglav Kranj in Muro 05 ter grška PAS Giannina in Akratitos. Skupno je v prvi slovenski ligi odigral 169 tekem in dosegel štiri gole, v prvi grški ligi pa je odigral 33 tekem.. Z Olimpijo je osvojil naslov državnega prvaka v sezoni 1994/95 in slovenski pokal leta 1996. Med letoma 1993 in 1995 je odigral osem tekem za slovensko reprezentanco do 21 let. Kot glavni trener je vodil slovenske klube Kranj, Šenčur in Dekani.